# 비에슈차디군

포트카르파츠키에주 지도에 표시된 비에슈차디군의 위치

비에슈차디군(폴란드어: powiat bieszczadzki)은 폴란드 포트카르파츠키에주에 위치한 군으로 군청 소재지는 우스트시키돌네이며 면적은 1,138.17km2, 인구는 21,799명(2019년 기준), 인구 밀도는 19명/km2이다. 군 이름은 비에슈차디산맥에서 유래된 이름이다.
서쪽으로는 레스코군, 북쪽으로는 프셰미실군과 접하며 동쪽과 남쪽으로는 우크라이나와 국경을 접한다. 3개 지방 자치체(1개 도시형 농촌, 2개 농촌)를 관할한다.

군기
군 문장